# Haupt-Nunatak
Der Haupt-Nunatak ist ein aus drei Felsvorsprüngen bestehender, 85 m hoher Nunatak unweit der Budd-Küste im ostantarktischen Wilkesland. Er ragt 8 km südlich der Alexander-Nunatakker an der Ostflanke des unteren Ausläufers des Vanderford-Gletschers auf.
Luftaufnahmen der US-amerikanischen Operation Highjump (1946–1947) dienten seiner Kartierung. Das Advisory Committee on Antarctic Names benannte ihn 1955 nach Ensign Richard William Haupt (1927–2006) von der United States Navy, der bei der Operation Windmill (1947–1948) an der Errichtung astronomischer Beobachtungsstationen entlang der Budd-Küste und der Kaiser-Wilhelm-II.-Küste beteiligt war.